# La minore
La tonalità di La minore (A minor, a-Moll) poggia sulla tonica La. Può essere indicata attraverso la sigla Lam, oppure Am secondo il sistema anglosassone.
La scala minore naturale del La è:
La, Si, Do, Re, Mi, Fa, Sol, La.

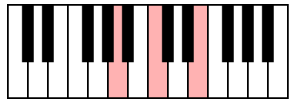
L'accordo (triade) di la minore è composto dalle note La-Do-Mi.

L'armatura di chiave non contiene alterazioni, come del resto nella tonalità relativa Do maggiore:
```

Nessun 
diesis
 e nessun 
bemolle
.
```

In mancanza di tali alterazioni, si tratta di una scala fondamentale. Prima dei tempi di Guido d'Arezzo, la notazione in uso era alfabetica e soprattutto nei paesi di lingue germaniche la scala musicale considerata in qualche modo come principale era quella minore, non quella maggiore. Per questo motivo la A come nota base del la minore - e non la C del do maggiore - contrassegnava il punto di inizio della scala ritenuta basilare (ancor oggi, il parametro di riferimento per calibrare la frequenza standard è il La). Anche per questo motivo, la scala in la è tra quelle minori l'unica a poter in teoria essere eseguita al piano senza uso di tasti neri.